# Juan Diego Botto
Juan Diego Botto Rota (Buenos Aires, 29 augustus 1975) is een Argentijns acteur.

## Filmografie (selectie)

### Films
- 1992 - 1492: Conquest of Paradise
- 1996 - La Celestina
- 1997 - Martín (Hache)
- 2002 - El caballero Don Quijote
- 2004 - Roma
- 2005 - Obaba
- 2006 - Vete de mí
- 2006 - Bordertown
- 2013 - Ismael
- 2021 - The Suicide Squad
- 2024 - The Room Next Door

### Televisieseries
- 1990-1993 - Zorro